# Marianne Carbonnier-Burkard
Pour les articles homonymes, voir Carbonnier et Burkard.
Marianne Carbonnier-Burkard, née le 16 avril 1949 à Poitiers, est une historienne du protestantisme moderne et maître de conférences honoraire à la Faculté de théologie protestante de Paris. Elle est vice-présidente de la Société de l'histoire du protestantisme français et membre du Comité consultatif national d'éthique pour les sciences de la vie et de la santé (2013-2017).

## Biographie
Marianne Carbonnier-Burkard est la fille du juriste Jean Carbonnier et de Madeleine Hugues, elle-même petite-fille d'Edmond Hugues, fondateur du Musée du Désert, et la sœur d'Irène Carbonnier, magistrate. Elle obtient en 1974 un doctorat de troisième cycle d'histoire de la philosophie à l'université Paris IV, en soutenant une thèse intitulée Émigration et sécession pour cause religieuse, étude de philosophie politique, et en 1976 le diplôme de l'École nationale supérieure des bibliothèques. Elle est conservatrice à la Bibliothèque nationale de France (1976-1986) puis elle réalise une carrière d'enseignante-chercheuse à la faculté de théologie protestante de Paris (Institut protestant de théologie) (1986-2012). Elle coordonne alors les activités du Groupe de recherches en histoire des protestantismes et est en 2015 membre associé du Laboratoire d’études sur les monothéismes.
Elle est conservatrice-adjointe du Musée du Désert, principal lieu de mémoire du protestantisme français, au Mas Soubeyran, à Mialet et vice-présidente de la Société de l'histoire du protestantisme français. 
Marianne Carbonnier-Burkard est membre du Comité consultatif national d'éthique pour les sciences de la vie et de la santé (CCNE), en tant que personnalité protestante de 2013 à 2017.

## Publications
- Une histoire des protestants en France : XVIe – XXe siècles, avec Patrick Cabanel, Paris, Desclée de Brouwer, 1998
- Comprendre la révolte des camisards, Rennes : Éd. Ouest-France, 2008
- Jean Calvin, une vie, Paris, Desclée de Brouwer, 2009
- La révolte des camisards, Rennes, Éd. Ouest-France, 2012
- avec Jean Baubérot, Histoire des Protestants : Une minorité en France (XVIe – XXIe siècle), Paris, Ellipses, 2016, 576 p. (ISBN 978-2-340-01521-0).
- La Guerre des Camisards : L'histoire et la légende, Nîmes, Alcide, 2023, p. 80